# Buckshot Roberts
Andrew L. „Buckshot“ Roberts (* 19. Jahrhundert; † 4. April 1878 in Blazer’s Mill, New Mexico) war ein US-amerikanischer Bisonjäger und Cowboy. Roberts war Teil der Schießerei von Blazer’s Mill im Lincoln-County-Rinderkrieg, obwohl er selbst nie beabsichtigt hatte, sich in diesen Konflikt einzumischen.
Aufgrund der geringen Erkenntnisse über Roberts’ Leben ranken sich viele Legenden um ihn; so soll er gemeinsam mit Buffalo Bill Cody gejagt haben. Seinen Beinamen „Buckshot“ erhielt er, als er eine Ladung Schrotmunition in seinen rechten Arm bekam. Da die Munition teilweise nicht entfernt wurde, konnte er den Arm nur noch bis zum Becken anheben und musste so sprichwörtlich aus der Hüfte schießen.

## Leben

### Frühe Jahre
Es ist nicht bekannt, wann und wo Buckshot Roberts geboren wurde. Laut Autor Bill O’Neil stammte er ursprünglich aus den Südstaaten.  Er soll in seinen frühen Jahren mit Buffalo Bill Cody Büffel gejagt haben und in Texas als „Bill Williams“ bekannt gewesen sein. In Texas soll er auch als Ranger gearbeitet haben; gleichzeitig habe er aber auch an einem Kampf gegen die Texas Ranger Division teilgenommen.
Während des Amerikanischen Bürgerkrieges diente Roberts in der Armee der Nordstaaten, die er nach dem Krieg im Rang eines Sergeants verließ. Um 1876 hatte er seine eigene kleine Ranch im Ruidoso Valley, nahe Lincoln, New Mexico. Er wurde immer als ruhiger, wortkarger Eigenbrötler beschrieben. In dieser Zeit arbeitete er gelegentlich für James Dolan, ergriff im heraufziehenden Lincoln County Rinderkrieg aber keinerlei Partei für irgendeine Seite.

### Tod bei Blazer’s Mill
In diesem politisch-wirtschaftlichen Krieg zwischen Ranchern im Lincoln County sahen sich die Viehzucht-Monopolisten und Lawrence G. Murphy den emporkommenden Ranchern um John Tunstall, John Chisum und Alexander McSween gegenüber. Im Februar 1878 wurde Tunstall erschossen und aufgrund von Roberts Beziehung zu Dolan glaubten Anhänger Tunstalls, genannt die „Lincoln County Regulators“, Roberts sei in dessen Tod verwickelt gewesen. In Wirklichkeit scheint es wahrscheinlich, dass Roberts nichts mit dem Tod Tunstalls zu tun hatte und bis zu diesem Zeitpunkt nicht in den Krieg verwickelt war.
Trotzdem hatten Tunstalls Anhänger, zu denen sich auch Billy the Kid und Dick Brewer zählten, einen Haftbefehl für Roberts. Sich der Gefahr bewusst versuchte er seine Ranch zu verkaufen und wartete nur noch auf den Scheck. Am 4. April 1878 ritt er seinen Muli runter zu Blazer’s Mill, einer alten Sägemühle und Poststelle nahe dem Rio Tularosa, da er erwartete, nun endlich sein Geld zu bekommen. Überrascht musste er jedoch feststellen, dass die Regulators in einem Haus nahe der Poststelle zu Mittag aßen. Frank Coe, einer der Regulators, setzte sich zu Roberts auf die Stufen der Poststelle. Er versuchte ihn zu überreden aufzugeben, aber Roberts vertraute ihm nicht. Unterdessen schickte der ungeduldige Dick Brewer einige seiner Männer hinaus, um Roberts festzunehmen. Roberts jedoch zückte seine Winchester und eröffnete das Feuer. Sofort wurde er von Charlie Bowdre in den Bauch geschossen, konnte aber auch einige seiner Gegner verletzten. Er schleppte sich in das Haus hinter ihm und verbarrikadierte sich. Billy the Kid, der den verwundeten Roberts überwältigen wollte, nachdem dieser sein Magazin leergeschossen hatte, konnte er zuvor durch einen Schlag mit dem Gewehr außer Gefecht setzen. Dick Brewer schlich sich von hinten ans Haus heran und eröffnete aus der Deckung eines Holzstapels heraus das Feuer auf das Zimmer, in dem Roberts war, verfehlte ihn aber. Roberts konnte anhand des Pulverdampfes erkennen, woher die Schüsse kamen, legte an und schoss Brewer, als er einen Blick aus der Deckung riskierte, in den Kopf. Die Regulators zogen sich darauf demoralisiert zurück. Roberts erlag am Tag darauf seinen Verletzungen.
Buckshot Roberts und Dick Brewer sind nahe dem Haus begraben, an dem sich die Schießerei zutrug.